# Abdelhak Serhane
Abdelhak Serhane, né en 1950, est un universitaire et écrivain marocain d'expression française. Il est titulaire d'un doctorat de 3e cycle en psychologie en 1983 ainsi que d'un doctorat d'État en psychologie en 1989, tous deux obtenus à l'université Toulouse-Jean-Jaurès. Il a longtemps enseigné à l'université Ibn Tofaïl à Kénitra avant de s'exiler au Canada. Depuis, il partage son temps entre le Maroc, le Canada et les États-Unis où il enseigne la littérature française à université d'État de Louisiane.

## Biographie
Opposant virulent au régime de Hassan II, Abdelhak Serhane n'a cessé pendant des années de dénoncer le caractère policier violent du régime politique marocain. Il a pris position contre l'impunité dont jouissent ceux qui se sont enrichis grâce à la corruption du système politique marocain.
En 1993 il reçoit le prix français du monde arabe, puis en 1999 le prix Francophonie, Afrique méditerranéenne.

## Publications
Romans
- Messaouda, Paris, Seuil, 1983

prix littéraire des radios libres, 1984
- Les Enfants des rues étroites, Paris, Seuil, 1986.
- Le Soleil des obscurs, Paris, Seuil, 1992

prix français du monde arabe, 1993
- Le Deuil des chiens, Paris, Seuil, 1998.
- Les Temps noirs, Paris, Seuil, 2002.
- L'homme qui descend des montagnes, Paris, Seuil, 2009.
- L'homme qui marche sur les fesses, Paris, Seuil, 2013 271p. (ISBN 978-2-02-110102-7)

Poésie
- L'Ivre poème, Rabat, Al Kalum, 1989.
- Chant d'ortie, Paris, L'Harmattan, 1993.
- La Nuit du secret, France, Atelier des Grames, 1992.
- Les dunes paradoxales, Paris-Méditerranée, 2001.

Parmi ses nouvelles
- Les Prolétaires de la haine (recueil), Paris, Publisud, 1995
- Le Vélo, Montréal, XYZ, 1991

Repris dans Anthologie de la nouvelle maghrébine, Casablanca, Eddif, 1996
- « J'écris pour le soleil », in Actes du Colloque de Montpellier, 1985
- Les mots de la douleur, in Oualili, Meknès, 1986
- La Femme : un destin périmé, in Lamalif, Casablanca, 1986
- L'Artisan du rêve, in Visions du Maghreb, Montpellier, Édisud, 1987.
- Le Corpstexte, in Horizons maghrébins, Toulouse, 1987
- Un Pays aux couleurs de son temps, in Librement, Casablanca, 1988
- Le Destin des pierres. In: Autrement. Paris: 1990.
- L'artisan du rêve, ClicNet, 1997

Essais
- L'Amour circoncis, Casablanca, Eddif, 1996
- Le Massacre de la tribu, Casablanca, Eddif, 1997
- Éros maudit ou le Sexe des Arabes, Casablanca, Virgule Éditions, 2018 (version actualisée et complétée de L'Amour circoncis)

Biographies
- Kabazal, Les Emmurés de Tazmamart : mémoires de Salah et Aïda Hachad, Casablanca : Tarik Éditions, 2004  (ISBN 9954-419-144).